# Martin Müller (Philologe)
Martin Müller (* 22. September 1875 in Eischleben, Sachsen-Coburg und Gotha; † 1953 in Bückeburg, Niedersachsen) war ein deutscher Lehrer, Schuldirektor, Mitglied der Bekennenden Kirche und Sammler. Sein umfangreicher Nachlass, die sogenannten „China-Sachen“, stellen bedeutende Verknüpfungspunkte europäisch-internationaler Geschichte, beispielsweise zwischen Ostasien und Ostpreußen, dar, mit Themenkomplexen wie Studentenverbindungen und Bekennende Kirche, Kulturimperialismus und Volks- und Völkerkunde, biologistisches Menschenbild und lutherische Ethik.

## Familie
Der Sohn des Superintendenten Kirchenrat Reinhold Müller (* 1843 in Ruhla, Westthüringen) und der Thekla Müller, geb. Wagner, war der jüngste der vier Geschwister Friedrich Wilhelm, Hildegard und Agnes. Seine Mutter stammte aus einer Hamburger Arztfamilie. Martin Müllers Großvater väterlicherseits, Berthold Müller, war Superintendent in Ruhla.
Seine ältere Schwester Hildegard heiratete den ostpreußischen Gutsbesitzer Hermann Otto Glüer; dessen angeheiratete Nichte wurde 1915 Martin Müllers Ehefrau Paula Müller. Der Gutshof Gergehnen war bis zum Zweiten Weltkrieg ein häufiger Aufenthaltsort des Lehrers. Martin Müllers Tante mütterlicherseits, Emilie Weißenborn († 1911), geborene Wagner, war mit dem Philologen Hermann Weißenborn verheiratet.
Müllers Paten waren u. a. seine Cousine Ulrike (geb. Weißenborn) und Adriaan Jacob Domela Nieuwenhuis. Der niederländische Kunsthändler Domela Nieuwenhuis war der Sohn des evangelisch-lutherischen Pfarrers Ferdinand Jacob Domela Nieuwenhuis und jüngere Bruder des Sozialisten und Anarchisten Ferdinand Domela Nieuwenhuis. Müllers Cousine Lina Weißenborn war mit dem Sinologen Otto Franke verheiratet. Ein Onkel mütterlicherseits war der Chemiker Günther Wagner, der nach dem Ausscheiden des Gründers die Farben- und Tintenfabrik Carl Hornemanns übernahm. Er setzte das Wappentier seiner Familie (Wagner) als Firmenlogo ein und gab der Firma so ihren berühmten Namen: Pelikan.

## Werdegang
Nach seinem Schulabschluss am Gymnasium in Gotha, hatte Martin Müller an den Universitäten Kiel, Heidelberg, München und Breslau studiert und war, wie sein Vater, Mitglied der evangelischen Studentenverbindung Wingolf. Er wurde 1901 an der Christian-Albrechts-Universität zu Kiel im Fachbereich Philologie promoviert. Seine Dissertationsschrift trägt den Titel „Ueber die Stilform der altdeutschen Zaubersprüche“. Müller wurde entgegen der familiären Tradition nicht Pfarrer, sondern Lehrer für Erdkunde. Er unterrichtete auch die Fächer Deutsch, Geschichte und Geografie. Seine erste Anstellung war an einer Oberrealschule in Flensburg, von wo aus er im Dezember 1907 abreiste, um für vier Jahre an der Deutschen Kaiser Wilhelm Schule in Shanghai, China zu arbeiten. Dort wurde er Ende 1908 Direktor der Schule.

## Sammlung Müller-Cleve
Martin Müller sammelte während seines Aufenthaltes in Shanghai von 1908 bis 1911 chinesische, japanische, koreanische und indische Kulturobjekte, um sie als Anschauungsmaterial in seinem Erdkundeunterricht zurück in Deutschland verwenden zu können. Zudem entstanden mindestens 1000 Fotografien, von denen die verbliebenen Abzüge auf Papier und Glas seit 2016 im Magazin der Museen der Stiftung Schloss Friedenstein Gotha gelagert werden. Das Konvolut wird für die Deutsche Digitale Bibliothek (DDB) einsehbar gemacht. Zudem wurden die Briefe des Lehrers wissenschaftlich untersucht und seine exemplarische Rolle für wilhelminisches Bürgertum nachgewiesen. Die 2017 fertiggestellte Sammlungsbiografie zeigt den Zeitzeugencharakter der von der Familie als „China-Sachen“ bezeichneten Sammlung auf. In der Rekonstruktion der Bedeutungszuschreibungen im Zeitraum zwischen 1908 und 2016 wird die Transformation der Objekte von Repräsentanten für chinesische, japanische, indische und koreanische Kultur zu Zeugnissen deutsch-europäischer Kolonialgeschichte und imperialistischer Weltanschauung nachgezeichnet.
Müller schickte seiner Familie jede Woche meist mehrseitige Briefe mit detaillierten Beschreibungen seiner Umgebung, sodass daraus ein umfangreiches Zeitdokument von den bereisten Orten entstand. In den Briefen widmet er sich auch innen- und außenpolitischen Themen. Berufsbedingt kam es zu Begegnungen mit Persönlichkeiten aus Politik und Wirtschaft des beginnenden 20. Jahrhunderts. Wie zur gleichen Zeit der Direktor für Asien der Firma Krupp, Georg Baur, pflegte Müller freundschaftliche Kontakte zu beispielsweise Familie Rosenbaum oder dem Ehepaar Carlowitz.